# Eoclipsis mongolica
Eoclipsis mongolica is een fossiele soort schietmot uit de familie Polycentropodidae.